# Musée du cinéma et de la photographie Jean Delannoy
Le musée du cinéma et de la photographie Jean Delannoy est un musée situé à Bueil (Eure).
Ce musée est consacré au réalisateur Jean Delannoy et à l'histoire du cinéma.